# أليكسييفسكايا (كراسنودار كراي)
أليكسييفسكايا (بالروسية: Алексеевская) هي مدينة في مقاطعة كراسنودار كراي في روسيا.